# Арсаєв Асланбек Геланович
Асланбе́к Гела́нович Арса́єв (чеч. Арсийн Геланин кӀант Асланбек; нар. 1966) — чеченський державний і військовий діяч. Міністр шаріатської держбезпеки Чеченської республіки Ічкерія, дивізійний генерал національної армії ЧРІ. Був командувачем Південного фронту Збройних сил ЧРІ. Нагороджений вищими нагородами ЧРІ – орденами: «Честь нації», «Герой нації» та медаллю «Захисник міста Грозного».

## Біографія
Народився в Ачхой-Мартанівському районі, в селі Оріхове в 1966 році (за іншими даними в м. Шалі)  . За національністю — чеченець з тайпу Егашбатой . Одружений .
Навчався у вищій школі міліції в місті Новосибірськ з 1988 по 1991 роки, після чого вступив до інституту народного господарства .
У 1990 році перевівся на посаду старшого оперуповноваженого 6-го відділу МВС ЧРІ. У ЗС ЧРІ  — з 1994 року .
У ході Першої чеченської війни воював під командуванням Аслана Масхадова, перебуваючи у складі головного штабу, командував Південним фронтом  . У ході бойових дій було тричі поранений. Нагороджений орденами «Честь нації», «Герой Нації» та медаллю «Звільнення Грозного» .
Після підписання Хасав'юртівських угод продовжив службу в Міністерстві внутрішніх справ ЧРІ .
У 1997 році Арсаєву було присвоєно звання бригадного генерала. У ході внутрішньополітичної кризи зайняв бік поміркованих націоналістів і 28 травня 1998 Масхадов призначив його міністром шаріатської держбезпеки. Арсаєв обіцяв боротися зі злочинністю, направити свою діяльність проти збройних угруповань ісламістів, які викрадали людей з метою викупу та нелегально перепродували нафту. Масхадов звільнив усіх силових міністрів, які самі взяли участь у перестрілці замість того, щоб навести лад, Арсаєв відбувся лише суворою доганою. Будучи міністром держбезпеки, він також вів переговори з російською владою з приводу зниклих безвісти і викрадених у Чечні громадян Росії. Особисто керував операціями з їхнього знаходження та звільнення, тим часом його брат Адам Арсаєв обмінював полонених на бійців ЗС ЧРІ, ув'язнених у російських в'язницях .
У 1999 році Асламбек Арсаєв, вже будучи в званні дивізійного генерала, подав у відставку. Сам він пояснив свій вчинок тим, що його намагалися втягнути у політику, де заважали боротися зі злочинністю. Аслан Масхадов прийняв його заяву без заперечень, можливо це було пов'язано з тим, що за три місяці до цього на Арсаєва було скоєно замах  .
Після початку Другої чеченської війни Арсаєв приєднався до бойових. Проте вже на початку січня 2000 року в боях за контроль над Шалі Арсаєва було поранено в груди, через що йому довелося виїхати на лікування до Туреччини. Більше участі у бойових діях не брав, проте поряд з Масхадовим довгий час входив до списку найвідоміших чеченських командирів, після чого надовго зник з поля зору. Відомо, що в даний час він проживає в Стамбулі разом із сім'єю .

## Сім'я
Одружений, є діти. Брати — Адам Арсаєв і Суп'ян Арсаєв .